# 李征古
李征古（10世纪—959年2月3日），五代十国时期南唐大臣。恃权专横，后被赐死。

## 生平

### 早期
李征古是袁州宜春人，年轻时出身低微，游玩时曾住在同郡潘长史家，当夜潘妻梦见门前有仪注、鞍马、拥剑衙队约二百人，或坐或立，说太守在此，是现在的借宿秀才。她醒后告诉潘长史：“此客非常人也。”次早以一钟酒饯行，送他金钱，扼腕说：“郎君他日富贵，慎勿相忘。”次年，李征古进入京城金陵。

### 入仕
杨吴权臣徐知诰主政，招揽人才，李征古于大和四年（932年）前后被招揽。徐知诰改名李昪，建立南唐。
李征古于昇元（937年—943年）末年中进士。效力李昪子齐王李景达为宫官。他与太保中书令宋齐丘有中外亲戚。光政院副使太仆少卿陈觉是宋齐丘的门客。宋齐丘曾告老回到九华山，一年多没有被召，陈觉与李征古派李征古的僚属谢仲宣说服李景达说服李昪之子皇帝李璟，称宋齐丘为先帝的布衣之交，不可抛弃。于是保大三年（945年）宋齐丘得以复用，官爵至太傅、兼中书令、楚国公，李征古与陈觉也结为朋党。李征古后改任枢密副使。保大六年（948年），陈觉任枢密使，与李征古同掌机密，仗着宋齐丘的势力巩固自己的地位。宋齐丘广树党羽，李征古常出入门下。
保大十年（952年）春，李征古因病免职，以铨曹郎中出任使持节袁州诸军事、守袁州刺史。此时距离他入京已大约二十年，果然成为家乡太守。离阙之日，李璟赐内库酒二百瓶。三月十日，李征古以银青光禄大夫、检校司徒、使持节袁州诸军事、守袁州刺史、兼御史大夫、柱国的身份作《庐江宴集记》。

### 结党乱政
宋齐丘、陈觉与冯延巳、冯延鲁、李征古、魏岑、查文徽为一党，韩熙载、孙晟、常梦锡、萧俨、江文蔚、李德明为一党。保大十三年（955年），后周攻打南唐。李璟先后派翰林学士、户部侍郎钟谟、工部侍郎、文理院学士李德明和司空孙晟、礼部尚书王崇质向后周上表称臣。保大十四年（956年）三月，周世宗派李德明、王崇质回南唐都城金陵复命，李德明极言周世宗威德及后周军力强大，劝李璟割让江北，李璟不悦。宋齐丘也觉得割地无益。因李德明言过其实，南唐人也多不信。时李征古复为枢密副使，与陈觉等人素来厌恶李德明、孙晟，指使王崇质改变李德明的说辞，诬陷李德明卖国求利，请求诛杀。李德明知道自己被众人排挤，攘袂（捋起袖子，形容激愤之状）大喊：“北方周军必胜！”李璟于是大怒，斩李德明于市。
陈觉、李征古掌权，朝野侧目，不敢再说求和的事。刑部郎中判大理寺张易退朝时叹道：“我忝（谦辞）为廷尉，有诛杀邪孽的职责，应该亲手毙了这两个小人，以谢自己旷官（指不称职）之罪。”
功臣柴再用的儿子抚州刺史柴克宏的母亲上表称儿子可为将，被李征古阻止。柴母又说柴克宏有父风。如果不能胜任，愿意全家受戮。当月，李璟用柴克宏为右武卫将军，命他率军会合袁州刺史陆孟俊救被吴越国攻打的常州。当时南唐精兵都在江北，柴克宏所率数千人都是老弱，李征古又给他们腐烂蛀洞的铠甲和兵器。柴克宏向李征古诉说兵卒已非熟练，如果器械坚利尚可一战，为何却给这样的？李征古素来轻视柴克宏为人，当即谩骂，看到的众人都愤怒，柴克宏却知道李征古是狂生，不足计较，怡然自得。柴克宏到润州，李征古仍然不快，遣使召他回京，代以神武卫统军朱匡业。宣、润大都督皇长子燕王李弘冀对柴克宏说：“君只要上前线战斗就行了，我会为你论奏。”于是上表以柴克宏的才略可以成功，常州危在旦夕，不宜中途更换主将。柴克宏引军直趋常州，李征古又遣使召他，柴克宏按剑而起说：“我算着日子就能破贼，你来召我，必是吴越国钱氏派来的奸人！”命斩之。使者说：“受李枢密命而来。”柴克宏说：“军容（指军纪）在我，就是李枢密本人来了，我也斩了他！”于是斩了使者。柴克宏此战果然大破吴越军。
宋齐丘多树朋党，李征古与陈觉仗着宋齐丘的势力，尤其骄慢，在李璟面前议事时蛮横没有臣礼。保大十五年（957年）三月，陈觉在前线任监军使时夺有功将领淮南北面行营应援都监朱元兵权导致朱元投周、西面行营应援使许文稹等败于紫金山，陈觉回朝仍为枢密使，李征古身为枢密副使也不归咎于己。南唐全国恐慌。李璟曾感叹：“吾国家一朝至此！”于是流下眼泪。李征古说：“陛下应当治兵御敌，哭有什么用！难道是饮酒过量吗，还是乳母和保母没到？”李璟变了脸色，左右吓得腿发抖，而李征古举止骜然（高傲）自若。正逢司天监奏：“天文有变，人主宜避位禳灾（去除灾祸）。”李璟表达了让位的意思，说：“谁可以托国者？”陈觉、李征古因为平时躁妄专恣放肆，无人臣礼，担心不为群臣所容，寄希望于宋齐丘执政，以为李璟果然想禅位，于是趁机建议李璟禅位给皇太弟李景遂，闲居深宫，而将国政委托给宋齐丘，李璟因此记恨，以为是宋齐丘的意思，但仍命中书舍人陈乔按其所请草诏施行。陈乔惶恐请见，极言不可，李璟也笑着以战事未息为由中止了此事，但也因战事未息隐忍了对宋齐丘一党的恨意不发作。

### 获罪赐死
交泰元年（958年）五月，南唐向后周称臣，去帝号，李璟为了避后周信祖郭璟名讳改名李景。同月，钟谟南归，判尚书省，兼判三省事，权势很盛。钟谟素与李德明交好，因李德明之死，对宋齐丘一党切齿痛恨，于是对李景诬陷宋齐丘以陈觉、李征古为羽翼乱政，趁国家有危难图谋篡位。李景因为此战兵败尽失淮南，狂躁愤懑，厌恶宋齐丘、陈觉、李征古。已将储位让给李弘冀的江西元帅晋王李景遂当时出镇镇南军，以当时正在用兵为由请求让大臣做副使，李景于是于显德五年（958年）闰七月以枢密副使、工部侍郎李征古为镇南节度副使，其实是疏远，也趁陈觉出使后周罢免了陈觉的亲近官职。李征古傲狠专恣，李景遂虽宽厚，久后也不堪忍受，曾想斩了他再去有司自首，被左右谏止，不乐。陈觉出使后周归来后以兵部尚书致仕，矫称周世宗之命杀南唐宰相严续，钟谟请求出使后周核实其事，使得陈觉因此事败，也促成了宋齐丘一党的覆灭。李景想诛杀宋齐丘等，派钟谟请示后周。周世宗认为他们是异国大臣，不置可否。十二月（《十国春秋》作十一月），李景迫使宋齐丘回九华山归隐，贬陈觉，削夺李征古官爵，于镇南军治所洪州就地安置、赐死，下诏公开李征古折辱柴克宏等罪行，并令钟谟出使后周详说其事，后也杀了宋齐丘和陈觉。钟谟也为李德明求得平反、赠官、赐谥号。
李景晚年曾看到宋齐丘、陈觉、李征古如生前之貌，叱责也无法让他们离开，很厌恶。

## 分歧记载
《江西通志》卷四十九作李征古为“高安人，一作万载人”。
中华民国《万载县志》卷十称李征古为万载县人，笃学有词藻，中进士后获授起居郎兼尚书吏部郎中。保大十年除授袁州刺史，皇帝下敕改其所居乡里为“怀旧乡”“孕秀里”。他入宜春地界后每经一村落必召见耆旧亲故，就地饮酒，尽欢而去，到任后，不徇私情。袁州换了二十九个刺史都是武夫、勋臣，李征古到后以儒术修饰，吏治井然；在刺史郑审的旧住址立孔庙，备好祭器，弦歌不衰；曾用私财百万代其家乡纳税。
但万载县在北宋开宝八年（975年）即宋灭南唐当年才隶属袁州。未详孰是。

## 评价
《十国春秋》：“陈觉等六人，皆宋齐丘党也。蟠据中外，逓（“递”的异体字）相柄任，卒与正人为讐，兵连祸结。故唐时牛、李两党动揺国是，区区江南，不务远略，而仍寻往辙，国随以亡，呜呼，岂不悲哉！”指陈觉等六人为宋齐丘党羽，轮流把持内外朝政，与正人为仇，招致兵祸，使偏安江南的南唐缺乏远略、重蹈牛李党争覆辙，最终因此亡国。